# Mordella auromaculata
Mordella auromaculata es una especie de coleóptero de la familia Mordellidae.

## Distribución geográfica
Habita en la isla de Formosa.